# القحيف العقيلي
القحيف العقيلي (تُوفي 130 هجريًا المُوافق 747 ميلاديًا) هو القحيف بن حمير بن سليم بن عوف بن حزن بن خفاجة بن عمرو بن عقيل بن كعب بن عامر بن صعصعة، وكنيته: القحيف أبو الصباح. شاعر من شعراء العصر الأموي، وقد كان القحيف شاعرًا مُحسنًا كثير الذب عن قومه كما وصفه الآمدي واستشهد له ببيتين هما: